# Cal Vigatà i Can Poll
Cal Vigatà i Can Poll és una casa de Sant Agustí de Lluçanès (Osona) inclosa a l'Inventari del Patrimoni Arquitectònic de Catalunya.

## Descripció
Conjunt de dos edificis que corresponen a Cal Vigatà i Can Coll format un grup aïllat al carrer de l'Alou. Aquestes dues cases són un exemple de les cases del carrer del segle xviii de la mateixa manera que ho són el conjunt també de l'Alou de cal Verdaguer, Carbonell i Ca l'Aliguer. Ambdues cases tenen dos pisos, Cal Vigatà a més té golfes i el teulat a doble vessant lateral a la façana principal que dona al carrer. Totes les obertures presenten llinda muntants i ampit de pedra. Can Poll ha estat restaurada recentment.

## Història
La llinda de cal Vigatà presenta la inscripció: AGUSTÍ CASAS
La llinda de can Poll presenta la data 1760 a la llinda de la porta.